# Euthera tuckeri
Euthera tuckeri är en tvåvingeart som beskrevs av Mario Bezzi 1925. Euthera tuckeri ingår i släktet Euthera och familjen parasitflugor. Inga underarter finns listade i Catalogue of Life.